# Etternässla

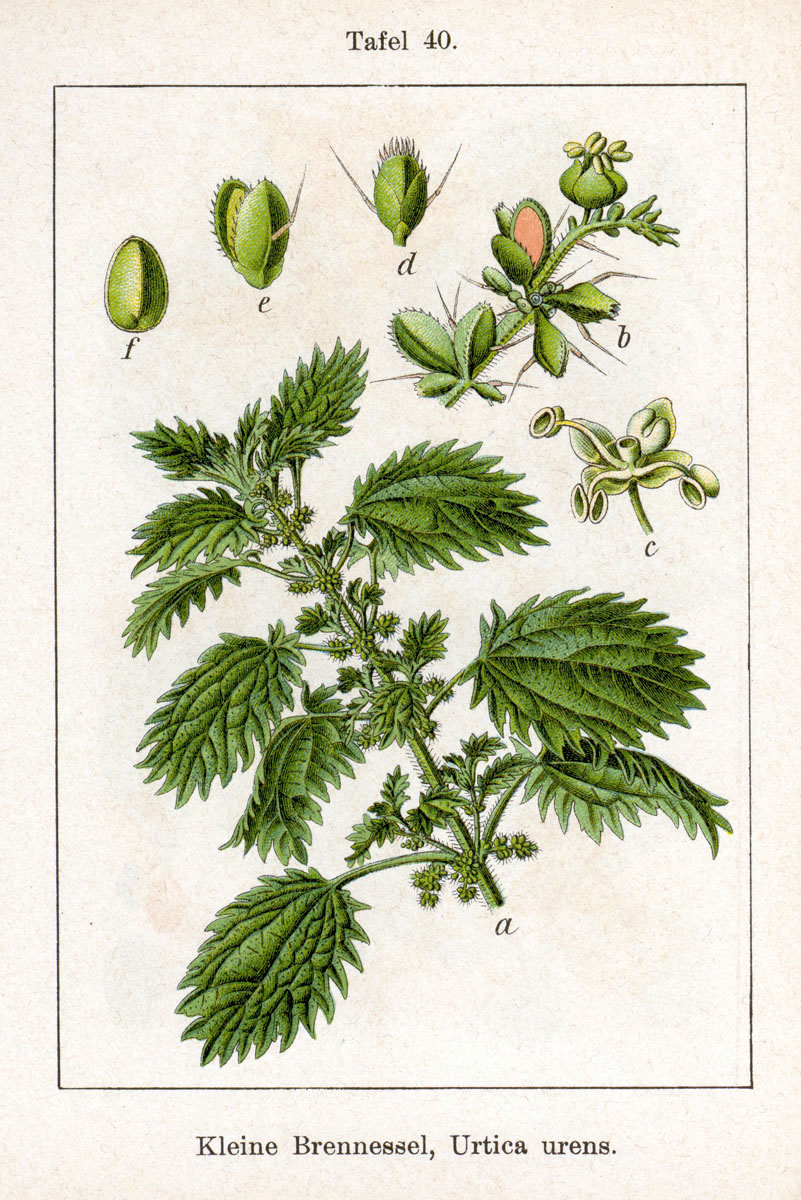
Illustration av etternässla.

Etternässla (Urtica urens) är en art i familjen nässelväxter och en nära släkting till brännässla.

## Utseende
Etternässla är en ettårig ört, upp till 40 cm hög (alltså lite mindre än brännässla). Den är sambyggare, det vill säga blommorna är enkönade men sitter på samma planta. Bladen är motsatta på stjälken, med små stipler. Bladen är hela, sågade, ovala, eller hos var. lanceolata lansettlika. Etternässla finns på odlad mark över nästan hela norra halvklotet och är också införd i Sydamerika. 

## Alternativa namn

### Bygdemål
| Namn                   | Trakt             | Referens |
| ---------------------- | ----------------- | -------- |
| Eddersnälla, Edernälla | Skåne             | [ 2 ]    |
| Ettenäta               | Västergötland     | [ 3 ]    |
| Etternälla             | Blekinge, Småland | [ 3 ]    |
| Hetnät                 | Medelpad          | [ 4 ]    |
| Nätla                  | Skåne             | [ 2 ]    |

### Förväxlingsarter
Så tidigt som 1546 har tordönsnässla noterats för Urtica urens, men det namnet har troligen så småningom fallit ur bruk. Detta namn ska inte förväxlas med torsnässla, som i Södermanland använts för Scropularia nodosa, flenört.
Det är värt att lägga märke till att det inte är denna art, Urtica urens, som på flera nordeuropeiska språk kallas brännässla (danska: Braende-Naelde, norska: Brenn-nesle), utan Urtica dioica.

## Fotnoter
1. ↑  Lagerberg, Torsten (1938). Vilda växter i Norden. Stockholm: Natur och Kultur. sid. 375
2. 1 2  Johan Ernst Rietz: Svenskt dialektlexikon, sida 114, , Gleerups, Lund 1862…1867, faksimilutgåva, Malmö 1962.
3. 1 2  Johan Ernst Rietz: Svenskt dialektlexikon, sida 478, , Gleerups, Lund 1862…1867, faksimilutgåva, Malmö 1962.
4. ↑  Johan Ernst Rietz: Svenskt dialektlexikon, sida 252, , Gleerups, Lund 1862…1867, faksimilutgåva, Malmö 1962.
5. ↑  Johan Ernst Rietz: Svenskt dialektlexikon, sida 730, , Gleerups, Lund 1862…1867, faksimilutgåva, Malmö 1962.